# Деньщиков, Пётр Иосифович
Пётр Иосифович Деньщиков — советский хозяйственный, государственный и политический деятель, Герой Социалистического Труда.

## Биография
Родился в 1918 году в Тюмени. Член КПСС.
С 1932 года — на хозяйственной, общественной и политической работе. В 1932—1980 гг. — батрак, счетовод, временно исполняющий обязанности председателя колхоза, участник Великой Отечественной войны, заведующий обувной мастерской в селе Индура, председатель Индурского сельского Совета депутатов трудящихся, председатель колхоза «Авангард» Гродненского района Гродненской области Белорусской ССР.
Указом Президиума Верховного Совета СССР от 8 апреля 1971 года присвоено звание Героя Социалистического Труда с вручением ордена Ленина и золотой медали «Серп и Молот».
Избирался депутатом Верховного Совета Белорусской ССР 6-го созыва, Верховного Совета СССР 8-го созыва.
Умер в Индуре в 1980 году.